# Pampatheriidae
A Pampatheriidae az emlősök (Mammalia) osztályának a vendégízületesek (Xenarthra) öregrendjéhez, ezen belül a páncélos vendégízületesek (Cingulata) rendjéhez tartozó kihalt család.

## Tudnivalók
A Pampatheriidae-fajok kihalt, nagy testű, armadillószerű élőlények voltak, amelyek járás közben talpuk egész felületét használták. Rokonságban álltak a náluk jóval nagyobb glyptodonfélékkel és a ma is élő övesállatokkal. A család Dél-Amerikában fejlődött ki a kainozoikumban. Miután létrejött a Panama-földhíd, a Holmesina nem fajai a nagy amerikai faunacserének következtében átvándoroltak Észak-Amerikába. A pleisztocén végén a Pampatheriidae-fajok mindkét kontinensről eltűntek.

## Rendszerezés
A családba az alábbi nemek tartoztak:
- †Machlydotherium
- †Kraglievichia
- †Vassallia
- †Plaina
- †Scirrotherium
- †Pampatherium
- †Holmesina

## Fordítás
- Ez a szócikk részben vagy egészben  a   Pampatheriidae című angol Wikipédia-szócikk fordításán alapul.  Az eredeti cikk szerkesztőit annak laptörténete sorolja fel. Ez a jelzés csupán a megfogalmazás eredetét és a szerzői jogokat jelzi, nem szolgál a cikkben szereplő információk forrásmegjelöléseként.